# Masivul Vlădeasa

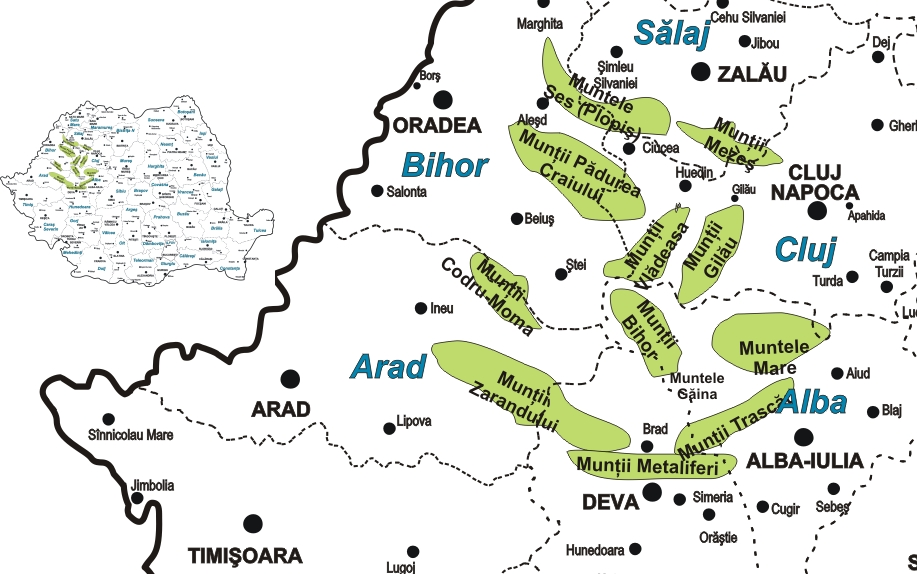
Localizarea în cadrul Munților Apuseni

Masivul Vlădeasa este o grupă montană a Munților Apuseni aparținând de lanțul muntos al Carpaților Occidentali. Cel mai înalt pisc este Vârful Vlădeasa, cu o altitudine de 1.836 m.
Către nord se extind până la râul Crișul Repede. La sud sunt despărțiți de Munții Bihor de o limită formată de Crișul Pietros – Pârâul Boga – Șaua Cuciulat – Valea Răchițele. Spre vest limita către Munții Pădurea Craiului este Valea Iadei, iar spre est sunt mărginiți de culmile situate la est de Valea Săcuieului și Valea Hențului. Această delimitare este făcută pe baza structurii geologice, care este principala caracteristică de diferențiere a masivului față de unitățile vecine. Masivul este împărțit de văile Drăganului și Hențului în trei mari diviziuni: partea de vest, partea centrală și cea estică.

## Structură geologică
Baza Munților Vlădeasa este alcătuită din roci cristaline vechi formate în proterozoicul superior (cca. 550 milioane de ani în urmă). Pe alocuri, datorită eroziunii, acestea se pot găsi și la suprafață. Rocile dominante din masiv sunt însă rocile magmatice. Activitatea vulcanică în aceste ținuturi a început în cretacicul mijlociu (de cca. 150 milioane de ani), când teritoriul s-a scufundat. Prin crăpăturile formate au ajuns la suprafață mai întâi andezite, iar mai apoi riolite, riodacite și dacite. Prin procese subvulcanice au pătruns în straturile sedimentare mai vechi corpuri magmatice intrusive. Astfel, înălțimile Vișag, Traniș și Răchițele sunt formate din dacite, iar vârfurile Vlădeasa (1836 m), Piatra Grăitoare (1557 m) și Poiana Mică (1417 m) din riolite.
Roci sedimentare calcaroase de vârstă jurasică și paleocenă se găsesc la vest de Răchițele (Pietrele Albe, 1100-1300 m) și la sud de Remeți, în Valea Iadului.

## Relief
Sunt prezente 3 culmi:
- culmea vestică, dintre Iada și Drăgan, cu altitudini peste 1.400 metri (1.486 m Runcu Caprei, 1.415 m Muncelașu),
- culmea centrală, între Valea Drăganului și Săcuieu (1.836 m Vârful Vlădeasa, 1.688 m Vârfurașu, 1.694 m Cârligatele, 1.759 m Vârful Briței) și
- culmea estică situată între Valea Săcuieului și Depresiunea Huedin (1.150 m Vârful Bogdanul).

Relieful, în ciuda fragmentării accentuate, are un caracter masiv, greoi. Astfel, înălțimile mai mari sunt dominate de culmi largi, creste lungi și vârfuri rotunjite, care se datorează structurii geologice omogene și a proceselor de eroziune desfășurate de-a lungul timpului. În decursul erelor geologice s-au format trei suprafețe de nivelare, ale căror resturi se pot observa și astăzi. Nivelul de eroziune superior se regăsește pe vârfurile Vlădeasa, Buteasa, Vârfurașu (1688 m) și Poieni (1627 m). Celelalte două suprafețe de eroziune se găsesc la altitudinile de 700-800 m (suprafața Traniș) respectiv 600-700 m (nivelul Feneș-Deva).
Se poate observa bogăția microreliefului. La altitudinile mai mari, ca urmare a forței de eroziune a gheții și zăpezii, s-au creat multe forme de relief mici, care întrerup monotonia peisajului prin varietatea lor. Pe culmi apar terase de soliflucțiune, iar pe alocuri versanții sunt acoperiți de curgeri de bolovani și pietriș. Pe latura estică a vârfului Buteasa s-au format câteva circuri glacionivale de dimensiuni mici. Pe versanții munților sunt dese rupturile spectaculoase și pereții abrupți cu stânci și bolovani. Așa sunt Pietrele Albe și stâncile de la Custura, la sud de Stâna de Vale.
Culmile largi sunt despărțite de pâraie repezi cu versanți abrupți și stâncoși. Pe văi s-au format chei superbe (Cheile Iadului, Cheile Mișcu), iar pe pâraie ne încântă numeroasele cascade: Iadolina, Săritoarea Ieduțului, Vălul Miresei, Moara Dracului, Săritoarea Bohodeiului, cu înălțimea de 80 m. Cea mai renumită este Cascada Răchițele, aflată la altitudinea de 1000 metri.
Pe rocile calcaroase întâlnim un relief diferit față de regiunile vulcanice. Deși ocupă suprafețe reduse, prin bogăția și varietatea formelor, acestea conferă un caracter aparte peisajului. Pereți stâncoși albi, chei adânci și peșteri cu diferite dimensiuni îmbogățesc regiunea. Dintre peșteri trebuie menționate Peștera cu apă de la Bulz, Peștera Izvorului și Peștera de la Fața Apei, din Remeți. În apropierea Pietrelor Albe, în Valea Seacă, se găsește Peștera Vârfurașu, cu lungimea de 2420 m, iar la SV de Stâna de Vale se află Peștera Ferice, unde s-au găsit oase ale ursului de cavernă.

## Hidrografie
Munții Vlădeasa sunt fragmentați în trei părți pe direcția N-S de văile Iadului, Drăganului și Săcuieului. Acestea adună apele masivului aproape în totalitate și se varsă în Crișul Repede, înlesnind accesul dinspre nord în inima muntelui.
Pe valea Iadului s-a construit, în 1973, lacul de acumulare Leșu, cu o suprafață de 147 ha și cu 29 milioane m³ de apă. Pe valea Drăganului se găsește lacul de acumulare Floroiu, având suprafața de 290 ha și capacitatea de 110 milioane m³.

## Climă
Munții Vlădeasa se înalță ca o barieră în fața maselor de aer care vin dinspre vest. Din acest motiv cad precipitații însemnate pe aceste teritorii. Stâna de Vale este locul cu cea mai mare cantitate de precipitații din țară (peste 1800 mm/an). Pe Vârful Vlădeasa, în ciuda altitudinii mai mari, precipitațiile sunt doar în jur de 1100 mm anual, deoarece norii și-au pierdut deja o bună parte din conținutul de apă pe înălțimile mai reduse situate mai spre vest. Iernile sunt lungi și reci, cu temperatura medie a lunii ianuarie de -6 °C. Verile sunt scurte și răcoroase, temperatura medie a lunii iulie fiind de 12-13 °C. Numărul maxim al zilelor cu ceață este între lunile noiembrie și martie, luna octombrie având cele mai puține zile cețoase. Condițiile de vizibilitate sunt foarte bune în luna mai, dar furtunile puternice din această perioadă pot deranja turiștii. Luna iunie este destul de ploioasă, astfel perioada cea mai potrivită pentru excursii este august – septembrie.

## Vegetație

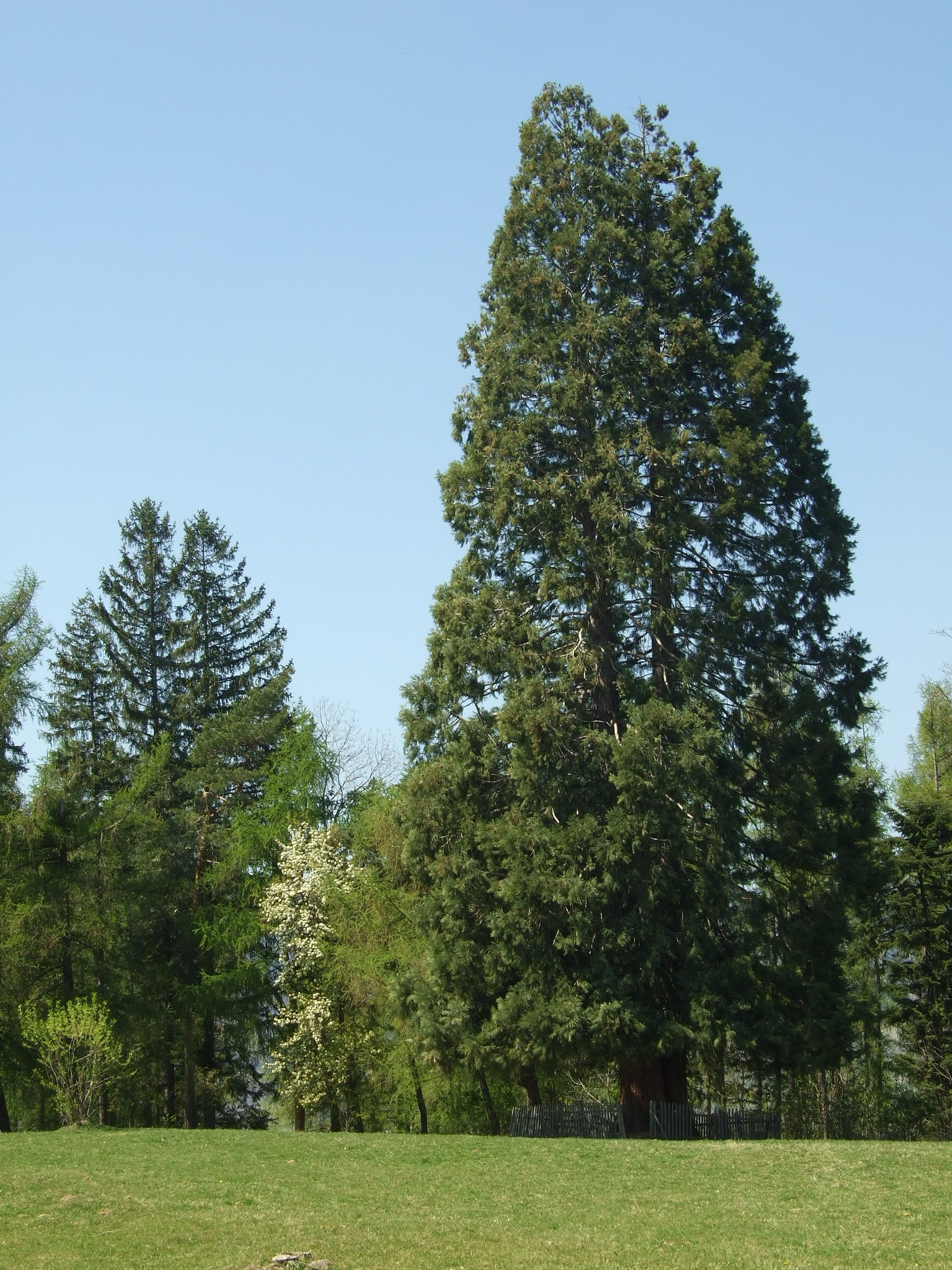
Arborele de sequoia din Săcuieu

Peste altitudinea de 1500 m se întinde zona pășunilor subalpine. Aici se întâlnesc în multe locuri și desișuri de jneapăn și ienupăr. Sub această altitudine versanții masivului sunt acoperiți cu păduri de fag și de brad. Pe alocuri, în văile adânci sau în depresiuni (Stâna de Vale), din cauza inversiunii termice și etajarea vegetației este inversă, coniferele situându-se sub etajul pădurilor de foioase. O prezență exotică pentru această zonă o reprezintă arborele de sequoia de pe Dealul Domnului din Săcuieu, cu o vârstă estimata la circa 100 de ani.
Pietrele Albe sunt cunoscute și prin flora lor deosebită. Aici se găsesc argințica (Dryas octopetala), piciorul cocoșului (Ranunculus oreophilus), vătămătoarea de munte (Anthyllis alpestris), ochincelele (Gentiana clusii), fierea pământului (Gentiana utriculosa) și rogozul (Carex rupestris).
În anul 1970, I. Resmeriță a publicat cartea 'Flora, vegetația și potențialul productiv pe masivul Vlădeasa', la editura Academiei, București. În conspectul vegetației sunt surprinse asociații din 14 clase de vegetație, aspecte de dinamică a vegetației precum și experiențe privind potențialul productiv al pajiștilor și al pădurilor.

## Faună
Dintre insecte majoritatea locuitorilor caracteristici ai apelor reci și repezi trăiesc sub pietre, ca de exemplu efemeridele și larvele libelulelor. Dintre pești, în apele de la înălțimile mai mari întâlnim păstrăvul (Salmo Trutta Fario), boișteanul (Phoxinus Phoxinus) și grindelul (Noemacheilus Barbatulus). Pentru apele mai joase cu curgere mai liniștită sunt caracteristice speciile: lipanul (Thymallus Thymallus) și moioaga (Barbus Meridionalis Petenyii) precum și scobarul (Chondrostoma Nasus) și cleanul (Leuciscus Cephalus).
În pădurile de foioase trăiesc diferite specii de melci, insecte, dintre vertebrate salamandra (Salamandra Salamandra), broasca (Rana Dalmatina), șopârla de munte (Lacerta Vivipara), năpârca (Anguis Fragilis) și șarpele de pădure (Elaphe longissima). Dintre păsări amintim șorecarul comun (Buteo Buteo), acvila țipătoare mică (Aquila Pomarina), mai multe specii de păsări cântătoare, iar dintre mamifere lupul (Canis Lupus), pisica sălbatică (Felis Silvestris), jderul de pădure (Martes Martes), vidra etc.

## Infrastructură
Posibilități de acces. Accesul cel mai ușor este cu mașina. Astfel, dinspre est, de la Huedin se poate lua drumul asfaltat Huedin – Sâncrai – Călata – Răchițele. Dinspre nord, accesul se poate face pe văile Săcuieului, Drăganului și Iadului, iar dinspre vest, de la Beiuș spre Stâna de Vale. Pe Valea Iadului există zilnic o cursă de autobuz până la Motelul Leșu și înapoi. De la autogara Huedin, aproape în fiecare zi este câte o cursă spre Rogojel, de unde se poate ajunge pe jos la cabana Vlădeasa.
Accesibilitatea cu trenul este limitată până la stațiile de cale ferată de pe valea Crișului Repede din nordul masivului, de unde se parcurg pe jos drumuri lungi, urmărind marcajele turistice. Stațiile cele mai apropiate de masiv sunt Valea Drăganului și Bologa.
Posibilități de cazare. Pe lângă locurile de cazare bine cunoscute, care funcționează de mai multe decenii (cabana Vlădeasa, motelul Leșu, stațiunea Stâna de Vale), în zona masivului Vlădeasa s-au construit în ultimii ani o serie de pensiuni, campinguri, hoteluri și restaurante. Cele mai multe s-au deschis de-a lungul șoselei E60 pentru traficul de tranzit, dar nu puține posibilități de cazare au apărut și în interiorul masivului, în satele Bologa, Săcuieu, Rogojel, Răchițele, Remeți, Valea Drăganului. La „Coada Lacului” Leșu precum și la Ic Ponor s-au format sate de vacanță.

## Turism
Atracții turistice ale zonei sunt: 

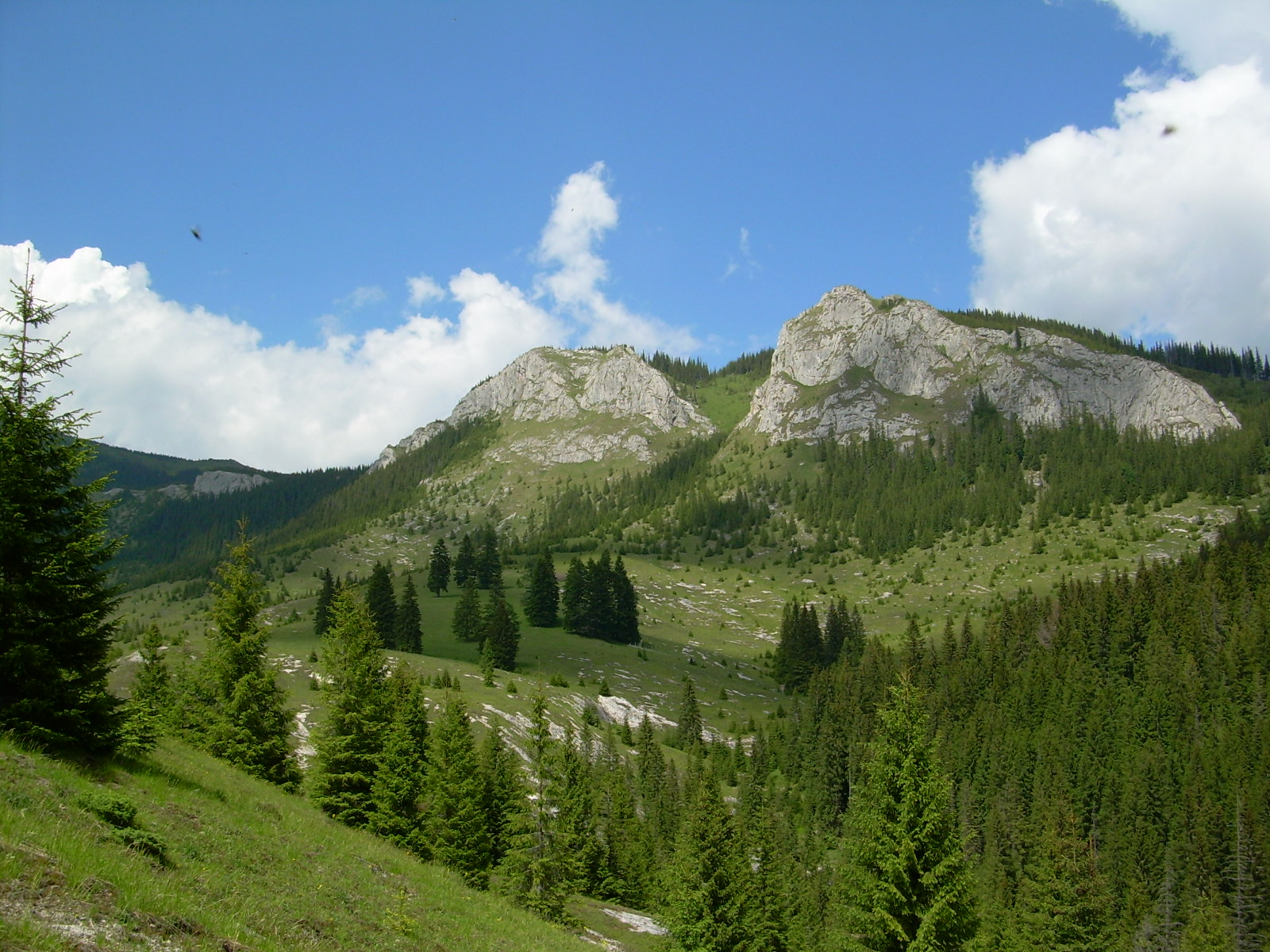
Pietrele Albe

- Circuitul Cascadei Răchițele din Vlădeasa
- Circuitul Masivului Vlădeasa (cabană-vârf-Pietrele Albe-cabană)
- Rogojel cu valea Alunișului
- Dealul domnului cu specii rare de copaci precum: pinul negru, larice si sequoia (Sequoia in Romania)
- Pârâul Ordângușa
- Traversarea crestei Vlădeasa - Padiș prin poiana Onceasa, ce cuprinde vârfurile Vladeasa, Buteasa, poiana Onceasa cu peștera Onceasa, Padiș (dificultăți de orientare pe timp de iarnă !)
- Valea Iadului cu pereții de stâncă din zona Remeți, cascadele Iadolina și Săritoarea Ieduțului, barajul Leșu și valea Leșului
- Valea Drăganului cu barajul Floroiu (Drăgan), izvoarele văii Drăganului și Cascada Moara Dracului